# François-Henri Désérable
François-Henri Désérable, né le 6 février 1987 à Amiens, est un écrivain français. Il a également eu une carrière de joueur de hockey sur glace.

## Biographie

### Famille et jeunesse
Fils d'un joueur de hockey sur glace devenu directeur d'un service de médecine du travail et d'une secrétaire à la Croix-Rouge, François-Henri Désérable passe l'essentiel de son enfance et de son adolescence à Amiens, en Picardie. Son grand-père paternel était quincailler, et son grand-père maternel, vénitien, était gondolier.

### Formation
Très jeune engagé dans le club de hockey sur glace des Gothiques d'Amiens, il effectue ses études secondaires dans le Minnesota, aux États-Unis, puis au lycée La Providence, à Amiens. À dix-huit ans, il devient joueur de hockey professionnel (il le sera pendant dix ans) et entre en faculté de droit à l’université de Picardie Jules-Verne puis à l’université Jean-Moulin-Lyon-III. À vingt-trois ans, il entreprend une thèse sur « L'exécution des sentences arbitrales face à l'immunité d'exécution des États » qu'il abandonne par la suite pour se consacrer entièrement à la littérature.

## Écriture

### Littérature
François-Henri Désérable commence à écrire à dix-huit ans, après la lecture de Belle du Seigneur d'Albert Cohen. En 2012, il figure parmi les lauréats du prix du jeune écrivain de langue française pour Clic ! Clac ! Boum !, une nouvelle sur la mort de Danton.
En avril 2013, paraît Tu montreras ma tête au peuple aux éditions Gallimard, récit des derniers instants des grandes figures de la Révolution française, distingué par l'Académie française et le prix littéraire de la vocation.
Il est lauréat de la bourse « Écrivain » de la fondation Lagardère pour « son projet : raconter la vie d'Évariste Galois », qu'il réalise en publiant début 2015 : Évariste, une biographie romancée d'Évariste Galois, prodige des mathématiques mort en duel à l'âge de vingt ans. Considéré comme la révélation de l'année 2015,, ce roman est sélectionné pour plusieurs prix, dont le prix France Culture-Télérama, le grand prix RTL-Lire et le prix du Livre Inter. Il remporte finalement le prix des Lecteurs de L'Express–BFMTV et le prix de la biographie.
Son troisième livre, Un certain M. Piekielny, enquête littéraire sur un personnage évoqué par Romain Gary dans La Promesse de l'aube, paraît en août 2017. Sélectionné pour le Prix Goncourt et le Prix Renaudot, il est en outre le seul roman en lice pour les six grands prix de la rentrée littéraire.
Avec son quatrième roman, Mon maître et mon vainqueur, titre inspiré d'un vers de Paul Verlaine, paru chez Gallimard en 2021, François-Henri Désérable remporte la même année le Grand prix du roman de l'Académie française.
Fin 2022, au plus fort de la répression contre les manifestations qui suivent la mort de Mahsa Amini, il passe quarante jours en Iran, qu'il traverse de part en part, de Téhéran aux confins du Baloutchistan. Ayant suivi l'itinéraire emprunté soixante-dix ans plus tôt par Nicolas Bouvier et Thierry Vernet dans L'Usage du monde, il en revient avec L'Usure d'un monde, récit d’une République islamique aux abois, qui réprime dans le sang les aspirations de son peuple.
Ses romans sont traduits à l'étranger, dans une quinzaine de langues.

### Scénariste
En 2023, François-Henri Désérable signe avec Maria Pourchet le scénario de L'Enchanteur, réalisé par Philippe Lefebvre, avec Charles Berling dans le rôle de Romain Gary.

### Chroniqueur
François-Henri Désérable collabore régulièrement à la revue Décapage.
Pendant les Jeux olympiques d'été de 2024, il tient une chronique sur France Inter
.

## Publications

### Romans
- Tu montreras ma tête au peuple, Paris, Gallimard, coll. « Blanche », 2013, 192 p. (ISBN 978-2-07-013987-3, présentation en ligne).
- Évariste, Paris, Gallimard, coll. « Blanche », 2015, 176 p. (ISBN 978-2-07-014704-5, présentation en ligne).
- Un certain M. Piekielny, Paris, Gallimard, coll. « Blanche », 2017, 272 p. (ISBN 9782072741418, présentation en ligne).
- Mon maître et mon vainqueur, Paris, Gallimard, coll. « Blanche », 2021, 192 p. (ISBN 9782072900945, présentation en ligne).

### Récits de voyage
- L'Usure d'un monde, Paris, Gallimard, coll. « Blanche », 2023, 160 p. (ISBN 9782073026163, présentation en ligne).
- Chagrin d'un chant inachevé, Paris, Gallimard, coll. « Blanche », 2025, 208 p. (ISBN 9782070792368, présentation en ligne).

### Ouvrages collectifs et préfaces
- F.-H. Désérable, « Clic ! Clac ! Boum ! », dans Collectif rassemblant les textes des lauréats du prix du jeune écrivain (préf. Sylvie Germain), Histoires en creux, Buchet-Chastel, coll. « Littérature française », 8 mars 2012, 368 p. (ISBN 978-2283025710).
- Sept générations d'exécuteurs. Mémoires des Sanson (préf. F.-H. Désérable), Paris, Perrin, coll. « Tempus », 22 janvier 2015, 444 p. (ISBN 978-2-262-04370-4).

## Prix et distinctions

### Prix littéraires
- 2013 : prix Amic de l'Académie française pour Tu montreras ma tête au peuple.
- 2013 : prix littéraire de la Vocation pour Tu montreras ma tête au peuple.
- 2013 : prix Jean d'Heurs du roman historique pour Tu montreras ma tête au peuple.
- 2015 : prix des Lecteurs de L'Express-BFMTV pour Évariste.
- 2015 : prix Geneviève Moll de la biographie pour Évariste[23].
- 2015 : grand prix de l'Histoire de Paris pour Évariste[24].
- 2015 : prix du jeune romancier pour Évariste[25].
- 2015 : Révélation française de l'année 2015 au palmarès des Meilleurs livres de l'année du magazine Lire.
- 2017 : grand prix de la ville de Saint-Étienne 2017 pour Un certain M. Piekielny[26].
- 2021 : grand prix du roman de l'Académie française pour Mon maître et mon vainqueur[27].
- 2023 : prix Nicolas-Bouvier du Festival Étonnants voyageurs pour L'Usure d'un monde[28].
- 2023 : prix du Roman News pour L'Usure d'un monde[29].
- 2024 : prix Montaigne pour L'Usure d'un monde[30].

### Décorations
- Chevalier de l'ordre des Arts et des Lettres (23 mai 2023)[31].

## Hockey sur glace

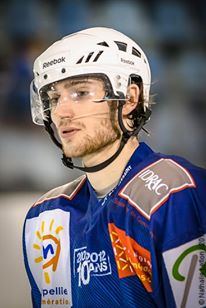
Désérable en 2013 avec les Vipers de Montpellier.

François-Henri Désérable a également été joueur de hockey sur glace professionnel.
Son père, François Désérable, a lui-même été joueur, entraîneur et président des Gothiques d'Amiens. Formé dans ce même club dès l’âge de cinq ans, François-Henri Désérable a eu pour entraîneurs Dave Henderson et Antoine Richer, dont il a longtemps porté le numéro 25, avant de changer pour le 17 en hommage à Michel Breistroff.
En 2002, à quinze ans, il part aux États-Unis et joue pour la Wayzata High School, dans le Minnesota.
De retour à Amiens l'année suivante, il remporte en 2007 le titre de champion de France Espoirs, puis signe avec le Lyon Hockey Club, équipe avec laquelle il est ensuite vice-champion de France de division 2 en 2011. La même année, il est sélectionné parmi les finalistes des Lions du Sport dans la catégorie « Sportif lyonnais de l’année ».
En 2012, après quatre ans passés à Lyon, il signe avec les Vipers de Montpellier qui évoluent en division 1.
En novembre 2014, il rejoint les Tigres de Boulogne-Billancourt où il ne joue que quelques matchs, puis s'engage avec les Français volants de Paris pour la saison 2015-2016, après laquelle il met un terme à sa carrière.

### Statistiques
| Saison    | Équipe                         | Ligue        |    | Saison régulière | Saison régulière | Saison régulière | Saison régulière | Saison régulière |   | Séries éliminatoires | Séries éliminatoires | Séries éliminatoires | Séries éliminatoires | Séries éliminatoires |
| Saison    | Équipe                         | Ligue        | PJ | B                | A                | Pts              | Pun              | PJ               | B | A                    | Pts                  | Pun                  |                      |                      |
| 2004-2005 | Gothiques d'Amiens U22         | France U22   | 4  | 0                | 1                | 1                | 0                | -                | - | -                    | -                    | -                    |                      |                      |
| 2005-2006 | Gothiques d'Amiens 2           | Division 2   | 20 | 1                | 4                | 5                | 10               | -                | - | -                    | -                    | -                    |                      |                      |
| 2005-2006 | Gothiques d'Amiens U22         | France U22   | 4  | 0                | 1                | 1                | 0                | -                | - | -                    | -                    | -                    |                      |                      |
| 2006-2007 | Gothiques d'Amiens U22         | France U22   | 8  | 2                | 1                | 3                | 4                | -                | - | -                    | -                    | -                    |                      |                      |
| 2007-2008 | Gothiques d'Amiens U22         | France U22   | 11 | 2                | 6                | 8                | 10               | -                | - | -                    | -                    | -                    |                      |                      |
| 2007-2008 | Gothiques d'Amiens             | Ligue Magnus | 1  | 0                | 0                | 0                | 0                | -                | - | -                    | -                    | -                    |                      |                      |
| 2008-2009 | Lyon Hockey Club U22           | France U22   | 16 | 8                | 8                | 16               | 26               | -                | - | -                    | -                    | -                    |                      |                      |
| 2008-2009 | Lyon Hockey Club               | Division 2   | 18 | 0                | 6                | 6                | 12               | 8                | 0 | 0                    | 0                    | 0                    |                      |                      |
| 2009-2010 | Lyon Hockey Club               | Division 2   | 17 | 2                | 12               | 14               | 12               | 5                | 2 | 2                    | 4                    | 8                    |                      |                      |
| 2010-2011 | Lyon Hockey Club               | Division 2   | 16 | 0                | 3                | 3                | 12               | 8                | 0 | 2                    | 2                    | 27                   |                      |                      |
| 2011-2012 | Lyon Hockey Club               | Division 1   | 25 | 3                | 1                | 4                | 30               | 2                | 0 | 0                    | 0                    | 4                    |                      |                      |
| 2012-2013 | Vipers de Montpellier          | Division 1   | 26 | 1                | 4                | 5                | 66               | 3                | 0 | 1                    | 1                    | 6                    |                      |                      |
| 2013-2014 | Vipers de Montpellier          | Division 1   | 25 | 3                | 6                | 9                | 78               | -                | - | -                    | -                    | -                    |                      |                      |
| 2014-2015 | Tigres de Boulogne-Billancourt | Division 2   | 8  | 1                | 3                | 4                | 26               | 2                | 0 | 0                    | 0                    | 18                   |                      |                      |
| 2015-2016 | Français volants de Paris      | Division 2   | 15 | 0                | 0                | 0                | 18               | 4                | 0 | 0                    | 0                    | 0                    |                      |                      |

#### Bases de données et dictionnaires
- Ressource relative à la littérature :   - Académie française (lauréats)
- Ressource relative à plusieurs domaines :   - Radio France
- Ressource relative à la recherche :   - Akadem
- Ressource relative à l'audiovisuel :   - IMDb
- Notices d'autorité :   - VIAF
  - ISNI
  - BnF (données)
  - IdRef
  - LCCN
  - GND
  - Espagne
  - Pays-Bas
  - Pologne
  - Israël
  - NUKAT
  - Catalogne
  - Tchéquie